# Cochlospermum fraseri
Cochlospermum fraseri är en tvåhjärtbladig växtart. Cochlospermum fraseri ingår i släktet Cochlospermum och familjen Cochlospermaceae.

## Underarter
Arten delas in i följande underarter:
- C. f. fraseri
- C. f. heteroneurum

## Bildgalleri

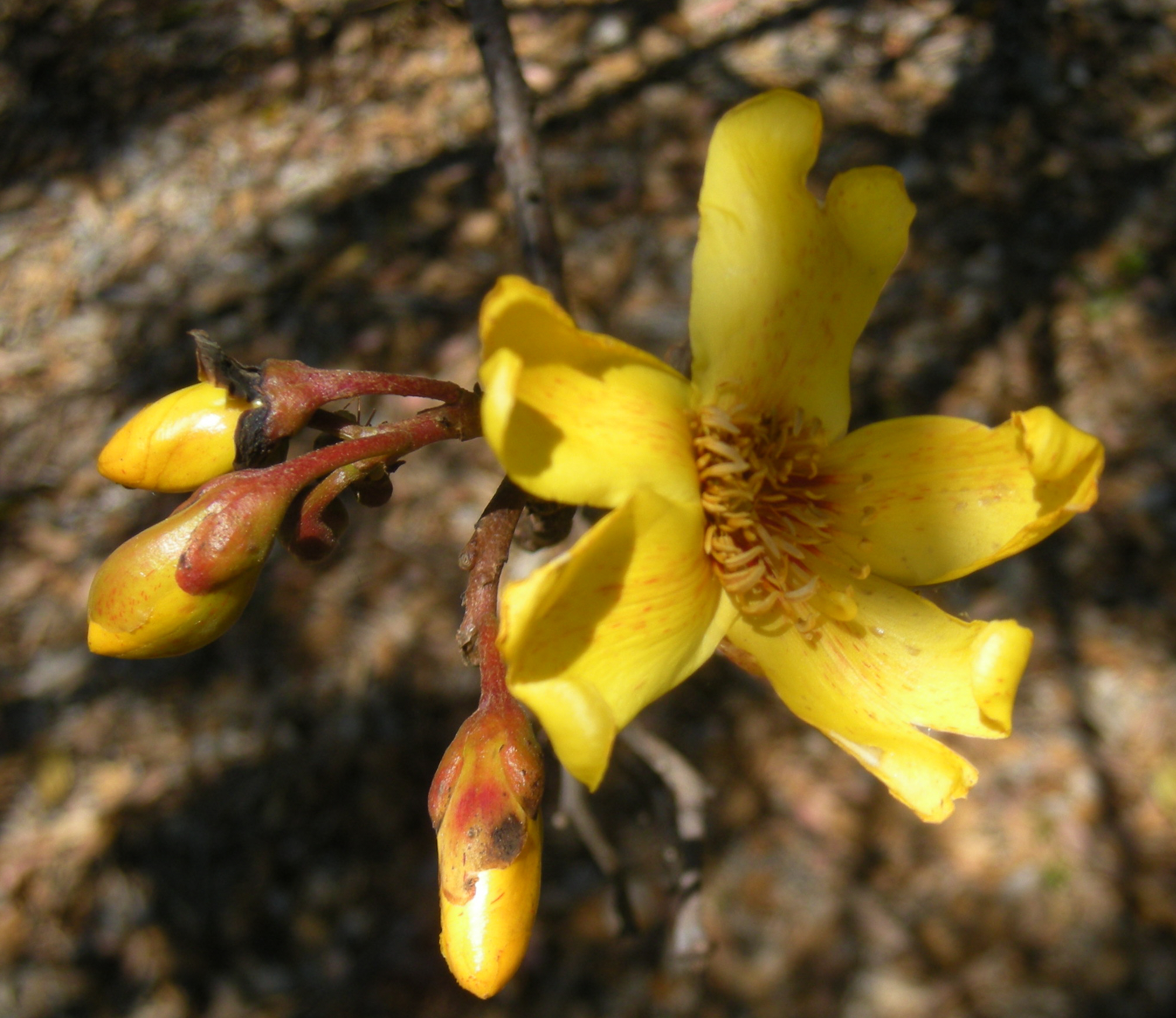
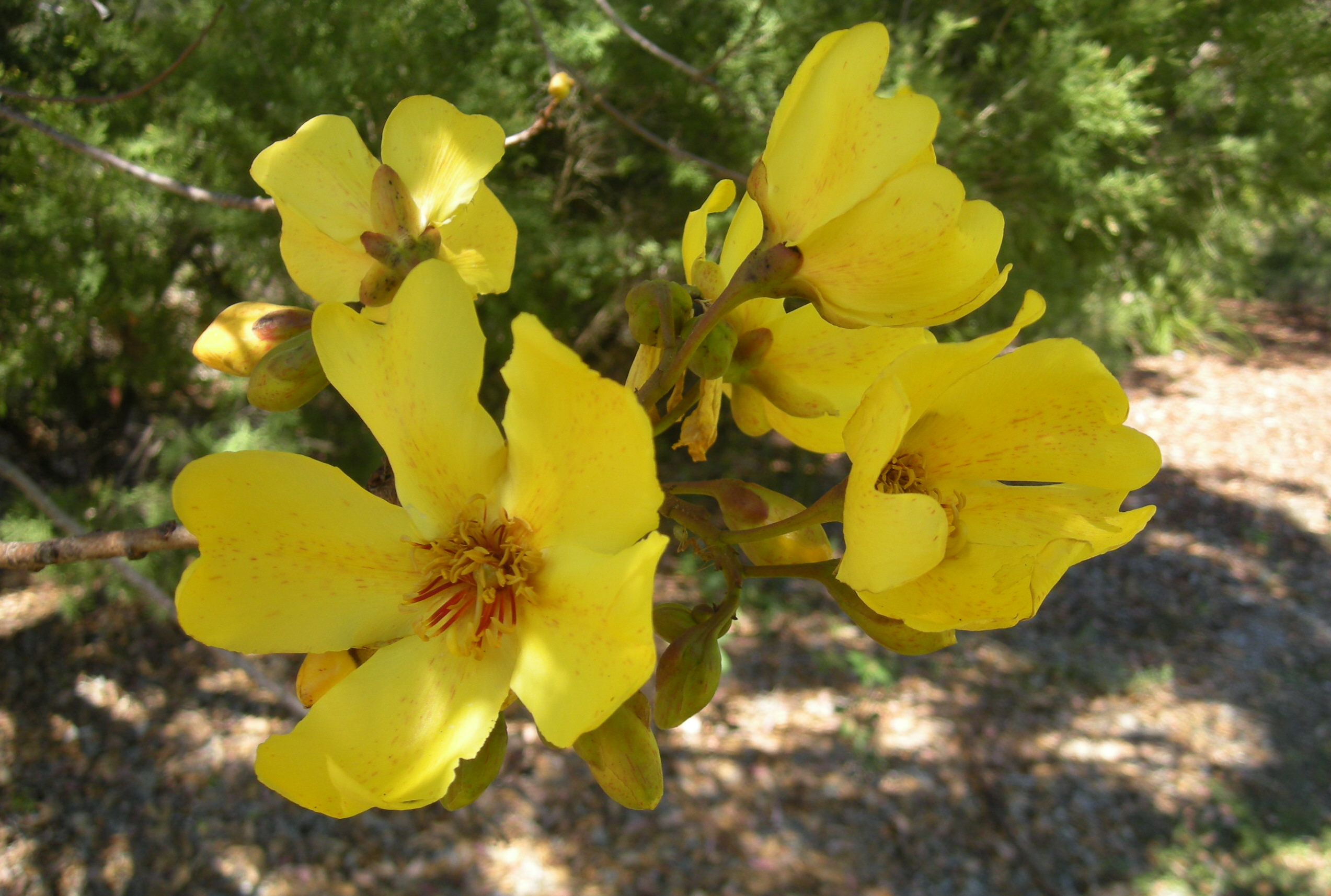
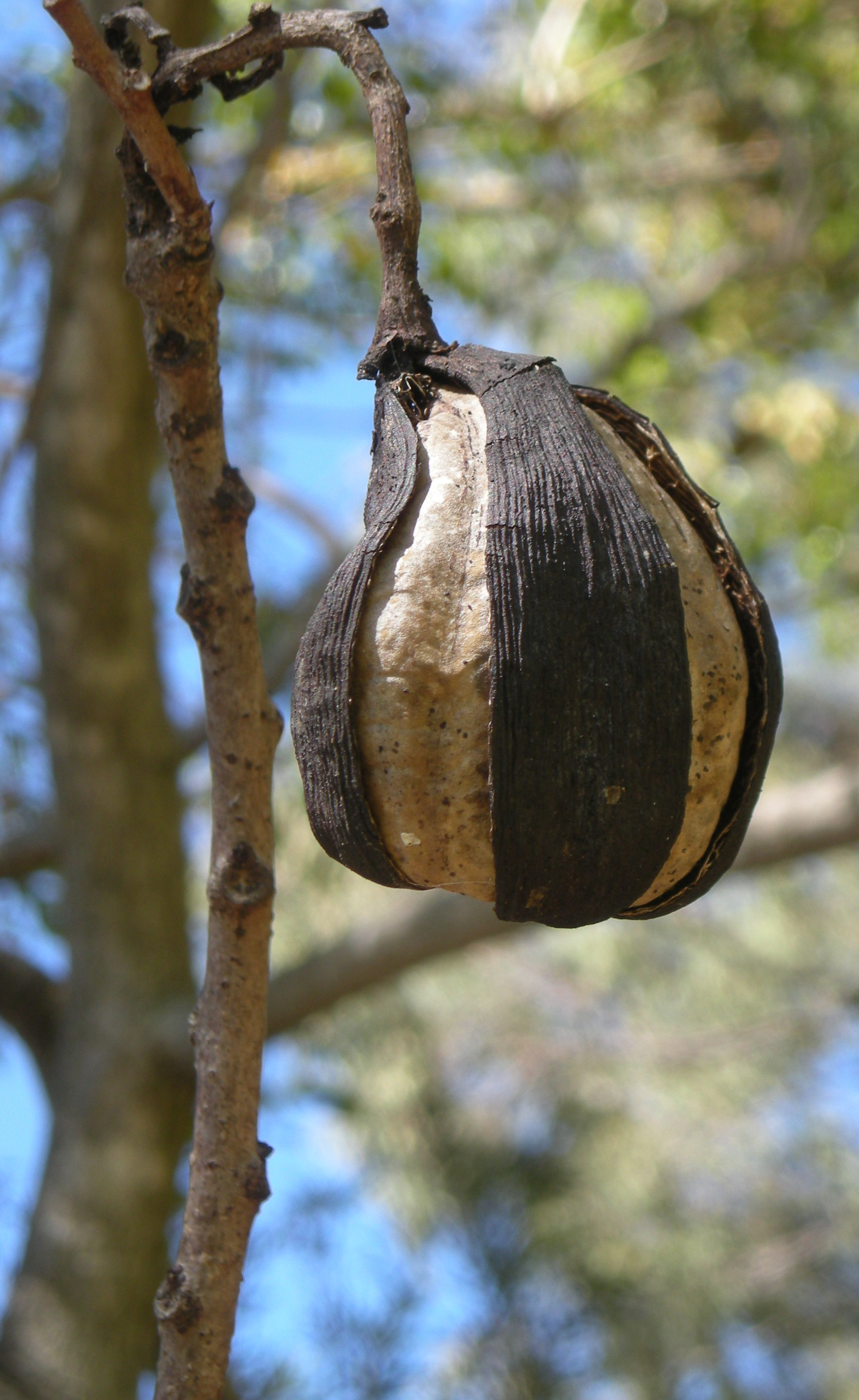
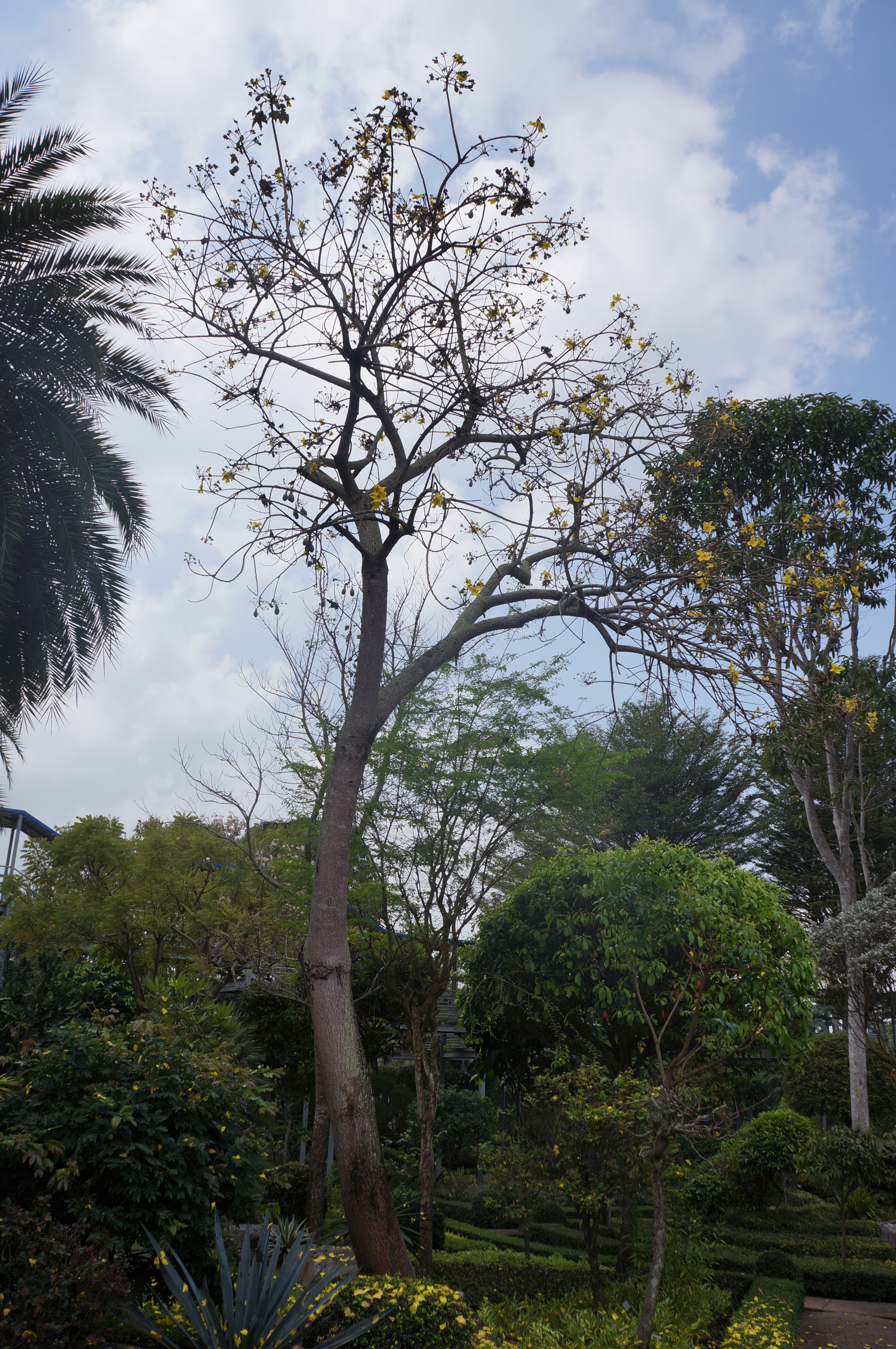
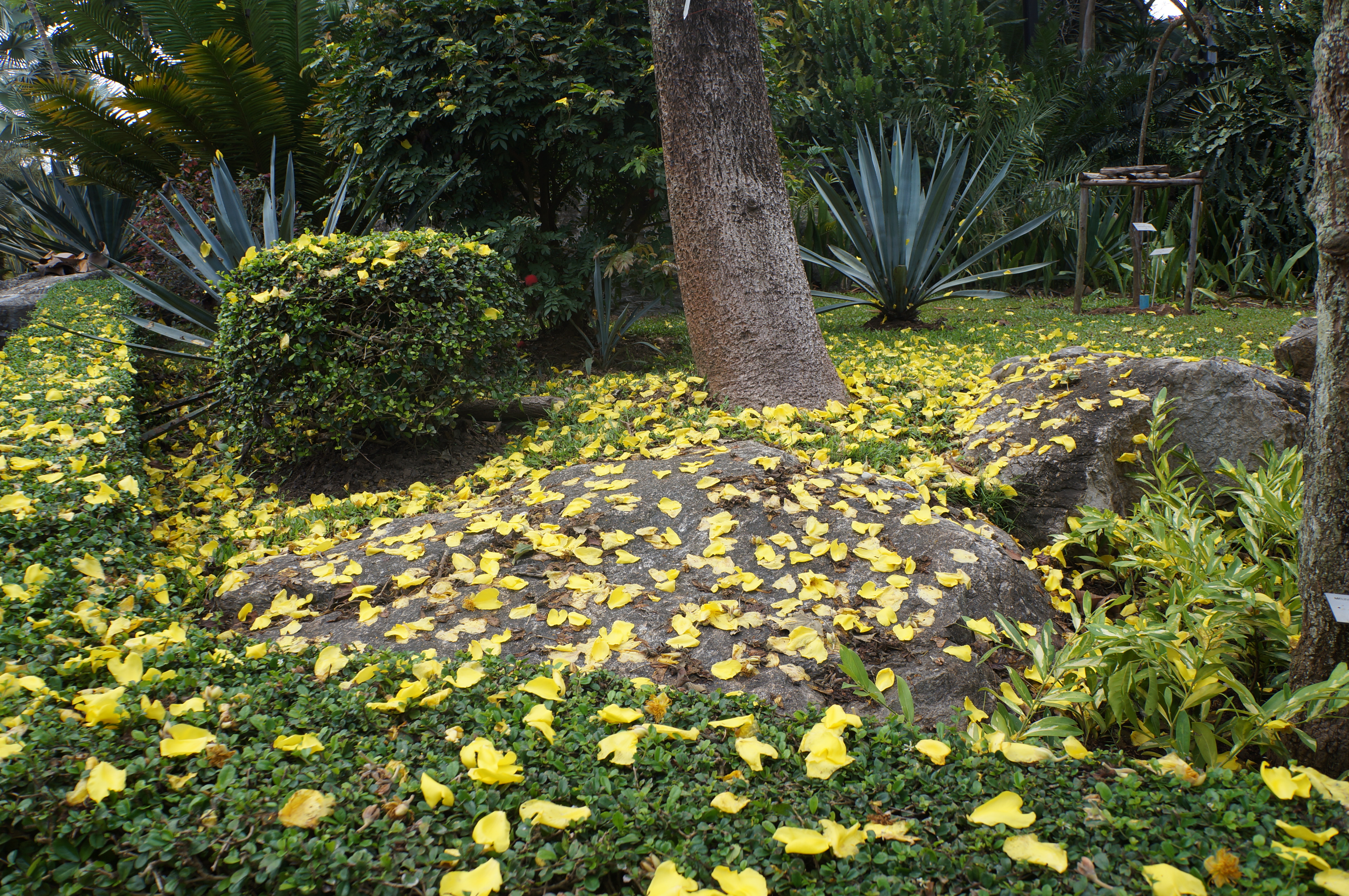